# Maxime Pauty
Maxime Pauty (né le 20 juin 1993 à Clamart) est un escrimeur français pratiquant le fleuret, licencié au club « Les Mousquetaires d'Issy-Les-Moulineaux ». Durant les Jeux olympiques d'été de 2020, il est médaillé d'or au fleuret par équipes.

## Carrière
Vainqueur de la coupe du monde de Saint-Petersbourg en 2018, il participe à ses premiers Championnats du monde à Wuxi. L'année suivante, il prend la 2e place à la Coupe du Prince Takamado (Tokyo) lors de la Coupe du monde 2019 et décroche aussi l'argent aux Jeux mondiaux militaires à Wuhan en 2019,.
Par équipe, il est sacré aux Championnats d'Europe d'escrime 2019 à Dusseldorf avant de devenir, quelques semaines plus tard, vice-champion du monde à Budapest.
En 2021, classé 16e au classement FIE, Maxime Pauty dispute ses premiers jeux olympiques à Tokyo. Il y remporte le titre par équipe.
Il remporte la médaille d'argent en fleuret par équipes aux Jeux européens de 2023 à Cracovie, qui font office de Championnats d'Europe pour les épreuves par équipes.
En mars 2024, il décroche son ticket pour les Jeux olympiques de Paris 2024 pour les épreuves individuelles et par équipes, aux côtés de Julien Mertine, Enzo Lefort et Maximilien Chastanet.

### Vie professionnelle
Outre son statut de sportif de haut niveau, Maxime Pauty exerce également en tant que Maréchal des Logis-chef à la gendarmerie nationale.

## Palmarès

### Jeux olympiques
- Médaille d'or par équipes aux Jeux olympiques d'été de 2020 à Tokyo
- Médaille de bronze par équipes aux Jeux olympiques d'été 2024 à Paris

### Championnats du monde
- Médaille d'argent par équipes aux championnats du monde 2019 à Budapest
- Médaille de bronze en individuel aux championnats du monde 2025 à Tbilissi

### Championnats d'Europe
- Médaille d'or par équipes aux championnats d'Europe 2019 à Düsseldorf
- Médaille d'or par équipes aux championnats d'Europe 2024 à Bâle
- Médaille d'argent par équipes aux Jeux européens 2023 à Cracovie
- Médaille d'argent par équipes aux championnats d'Europe 2025 à Gênes
- Médaille de bronze en individuel aux championnats d'Europe 2024 à Bâle

### Coupe du Monde
- Médaille d'or à la Coupe du Monde de Tokyo individuel en 2019
- Médaille de bronze à la Coupe du Monde Belgrade par équipes en 2022
- Médaille de bronze au Grand prix de Busan individuel en 2023
- Médaille de bronze à la Coupe du Monde de Acapulco par équipes en 2023
- Médaille de bronze à la Coupe du Monde du Caire par équipes en 2023
- Médaille d'argent à la Coupe du Monde de Tokyo individuel en 2023

### Jeux Mondiaux Militaires
- Médaillé d'argent en individuel en 2019

### Championnats d'Europe des Clubs
- Médaille d'or par équipes (Issy Mousquetaires) en 2022

### Championnats de France
- Médaillé de bronze par équipes en 2023
- Médaillé d'or par équipes en 2022
- Médaillé d'or par équipes en 2021

Autres
- Médaillé d'or individuel Juniors
- Médaillé d'or individuel Cadets
- Médaillé d'or individuel Minimes
- Médaillé d'or individuel Benjamins

## Classement en fin de saison
| Année | 2012 | 2013 | 2014 | 2015 | 2016 | 2017 | 2018 | 2019 | 2020 | 2021 | 2022 | 2023 | 2024 |
| ----- | ---- | ---- | ---- | ---- | ---- | ---- | ---- | ---- | ---- | ---- | ---- | ---- | ---- |
| Rang  | 494  | 230  | 83   | 43   | 49   | 89   | 21   | 31   | 16   | 15   | 94   | 14   | 14   |

## Décorations
- Chevalier de la Légion d'honneur (2021)[13]
- Médaille de la jeunesse, des sports et de l'engagement associatif, or (2025)[14].